# Olgierd Gałdyński
Olgierd Gałdyński (ur. 7 marca 1921 w Grudziądzu, zm. 9 października 1984 w Toruniu) – polski artysta fotograf, uhonorowany tytułami Artiste FIAP (AFIAP) oraz Excellence FIAP (EFIAP). Członek rzeczywisty Okręgu Kujawsko-Pomorskiego Związku Polskich Artystów Fotografików. Członek Stowarzyszenia Dziennikarzy Polskich.

## Życiorys
Olgierd Gałdyński jest absolwentem toruńskiego Uniwersytetu Mikołaja Kopernika. Mieszkał i pracował w Toruniu, uprawiał fotografię reportażową oraz artystyczną; fotografię czarno-białą i barwną. Szczególne miejsce w twórczości Olgierda Gałdyńskiego zajmowała dokumentacja fotograficzna miasta Torunia. Jako fotoreporter współpracował z licznymi czasopismami, wydawnictwami oraz Centralną Agencją Fotograficzną. W 1953 roku został przyjęty w poczet członków Okręgu Kujawsko-Pomorskiego Związku Polskich Artystów Fotografików, z siedzibą w Toruniu. W 1958 roku zadebiutował pierwszą wystawą indywidualną: „Italia jesienią” w Toruniu.
Olgierd Gałdyński jest autorem i współautorem wielu wystaw fotograficznych; indywidualnych, zbiorowych, poplenerowych, pokonkursowych. Brał aktywny udział w Międzynarodowych Salonach Fotograficznych, organizowanych (m.in.) pod patronatem FIAP, zdobywając wiele medali, nagród, wyróżnień, dyplomów, listów gratulacyjnych. Fotografie Olgierda Gałdyńskiego były prezentowane w wielu krajach Europy i świata (m.in. w Anglii, Australii, Belgii, Bułgarii, Chinach, Danii, Finlandii, Francji, Grecji, Hiszpanii, Holandii, Indiach, Indonezji, Szwajcarii, Szwecji, USA). Wiele podróżował (m.in.) po Chinach, Francji, Wielkiej Brytanii, Włoszech – co zaowocowało prezentacjami oraz wystawami fotograficznymi setek zdjęć.
Olgierd Gałdyński był autorem projektów, cykli portretowych (m.in.) Marka Żuławskiego i Artura Rubinsteina. Był rzeczoznawcą Ministerstwa Kultury i Sztuki ds. fotografii oraz wykładowcą (od 1981) w Studium Fotografii ZPAF w Toruniu. Pokłosiem udziału w Międzynarodowych Salonach Fotograficznych (pod patronatem FIAP) było przyznanie Olgierdowi Gałdyńskiemu (w 1960) tytułu honorowego Artiste FIAP (AFIAP) oraz (w 1972) tytułu honorowego Excellence FIAP (EFIAP) – tytułów przyznanych przez Międzynarodową Federację Sztuki Fotograficznej FIAP, z siedzibą w Luksemburgu. W 1983 roku został laureatem nagrody Ministerstwa Kultury i Sztuki.
Olgierd Gałdyński zmarł w 1984 roku, pochowany na Cmentarzu św. Jerzego w Toruniu.

## Wystawy
- „Italia jesienią” (1958)
- „Gotyk nad Wisłą” (1965)
- „Szlakiem Kopernika” (1972)
- „Toruńskie impresje” (1979)
- „Ze średniowiecza” (1981)

Źródło

## Publikacje (albumy)
- „Architektura romańska”
- „Kujawy i Pałuki” (1959)
- „Artur Rubinstein”
- „Jeden dzień w Polsce” (1960)
- „Przed tysiącem lat” (1962)[9]
- „Kolebka tysiąclecia”[10]

Źródło

## Odznaczenia
- Krzyż Kawalerski Orderu Odrodzenia Polski[5]